# Rakkajaure
Rakkajaure är en sjö i Sorsele kommun i Lappland och ingår i Umeälvens huvudavrinningsområde. Sjön har en area på 0,3 kvadratkilometer och ligger 571,3 meter över havet. Rakkajaure ligger i Vindelfjällen Natura 2000-område. Sjön avvattnas av vattendraget Vuovosjukke.

## Delavrinningsområde
Rakkajaure ingår i det delavrinningsområde (731729-153040) som SMHI kallar för Inloppet i Suttsjaure. Medelhöjden är 655 meter över havet och ytan är 24,58 kvadratkilometer. Räknas de 6 avrinningsområdena uppströms in blir den ackumulerade arean 79,51 kvadratkilometer. Vuovosjukke som avvattnar avrinningsområdet har biflödesordning 3, vilket innebär att vattnet flödar genom totalt 3 vattendrag innan det når havet efter 391 kilometer. Avrinningsområdet består mestadels av skog (73 procent), sankmarker (13 procent) och kalfjäll (12 procent). Avrinningsområdet har 0,3 kvadratkilometer vattenytor vilket ger det en sjöprocent på 1,2 procent.